# Схенкелдейк (Бінненмас)
Схенкелдейк (нід. Schenkeldijk) — селище в нідерландській провінції Південна Голландія. Входить до муніципалітету Гуксе-Вард. Наразі у селищі нараховується близько 200 будинків.